# Ori Geraneia
Ori Geraneia este o arie protejată (arie specială de conservare — SAC, sit de importanță comunitară — SCI) din Grecia întinsă pe o suprafață de 6.987 ha, integral pe uscat.

## Localizare
Centrul sitului Ori Geraneia este situat la coordonatele 38°01′17″N 23°04′14″E / 38.021466°N 23.07068°E.

## Înființare
Situl Ori Geraneia a fost declarat sit de importanță comunitară în aprilie 1997 pentru a proteja 1 specie de plante și 3 specii de animale. Situl a fost protejat și ca arie specială de conservare în martie 2011.

## Biodiversitate
Situată în ecoregiunea mediteraneană, aria protejată conține 6 habitate naturale: Iazuri temporare mediteraneene, Râuri mediteraneene cu debit intermitent, cu specii de Paspalo-Agrostidion, Sarcopoterium spinosum phryganas, Pante stâncoase calcaroase cu vegetație casmofită, Păduri de Platanus orientalis și Liquidambar orientalis (Platanion orientalis), Păduri de pin mediteraneene cu pini mezogeni endemici.
La baza desemnării sitului se află mai multe specii protejate:
- plante (1): Centaurea attica subsp. megarensis
- reptile (3): Testudo graeca, Testudo marginata, elaphe situla (Zamenis situla)

Pe lângă speciile protejate, pe teritoriul sitului au mai fost identificate 12 specii de plante, 4 specii de mamifere, 9 specii de reptile.